# Muzeum motýlů v Łebě
Muzeum motýlů v Łebě (polsky Muzeum Motyli w Łebie) je soukromé muzeum hmyzu (převážně motýlů) a ve městě Łeba v okrese Lębork (Powiat lęborski) v Pomořském vojvodství v Polsku.

## Další informace
V muzeu je shromážděno cca 4000 kusů hmyzu včetně největších druhů na světě. Sbírky muzea byly vytvořeny na základě daru části sbírky od anonymního amatérského sběratele z města Władysławowo, jehož sbírka byla založena v roce 1937. Muzeum bylo založeno v roce 1998, jako první muzeum motýlů v Polsku. V muzeu je také obchod. Druhá část sbírky hmyzu je umístěna v Muzeu motýlů ve Władysławowě (Muzeum Motyli we Władysławowie).

## Galerie

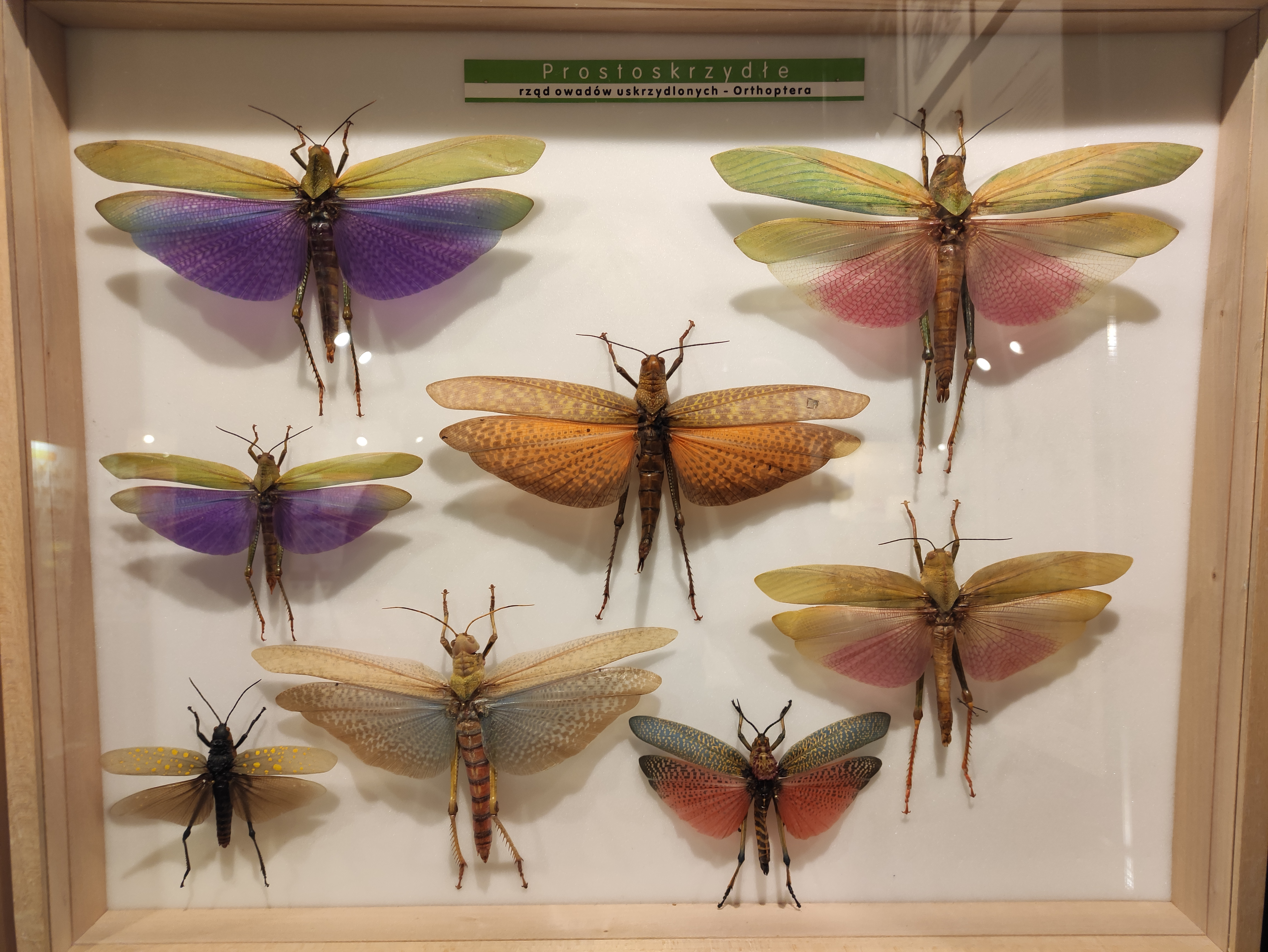
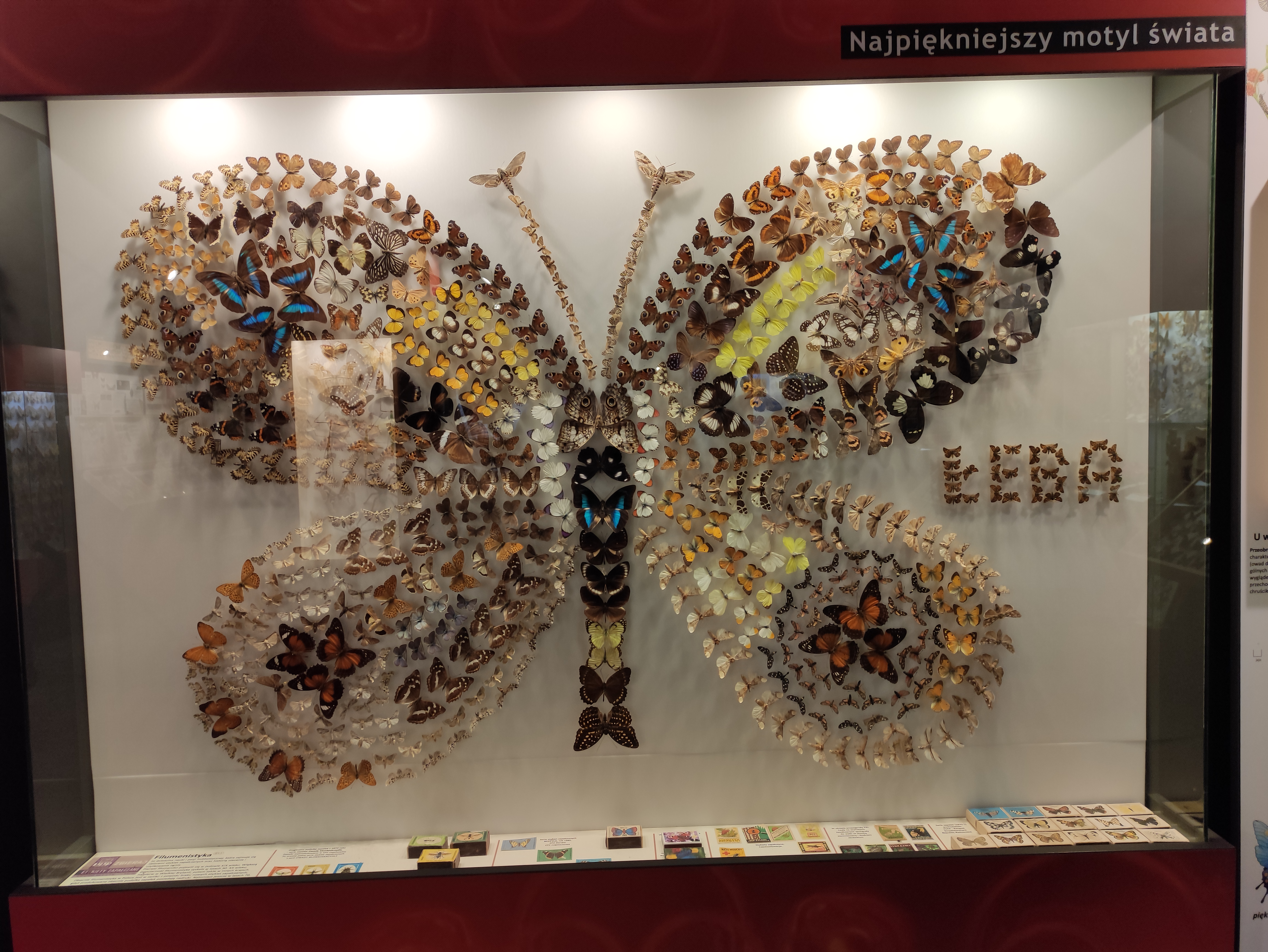